# Felix Bernstein

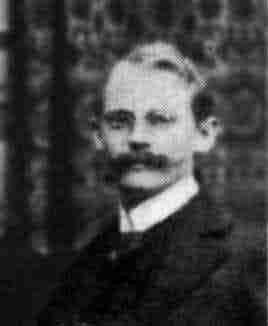
Felix Bernstein

Felix Bernstein (* 14. Februar 1878 in Halle (Saale); † 3. Dezember 1956 in Zürich) war ein deutscher  Mathematiker.

## Leben

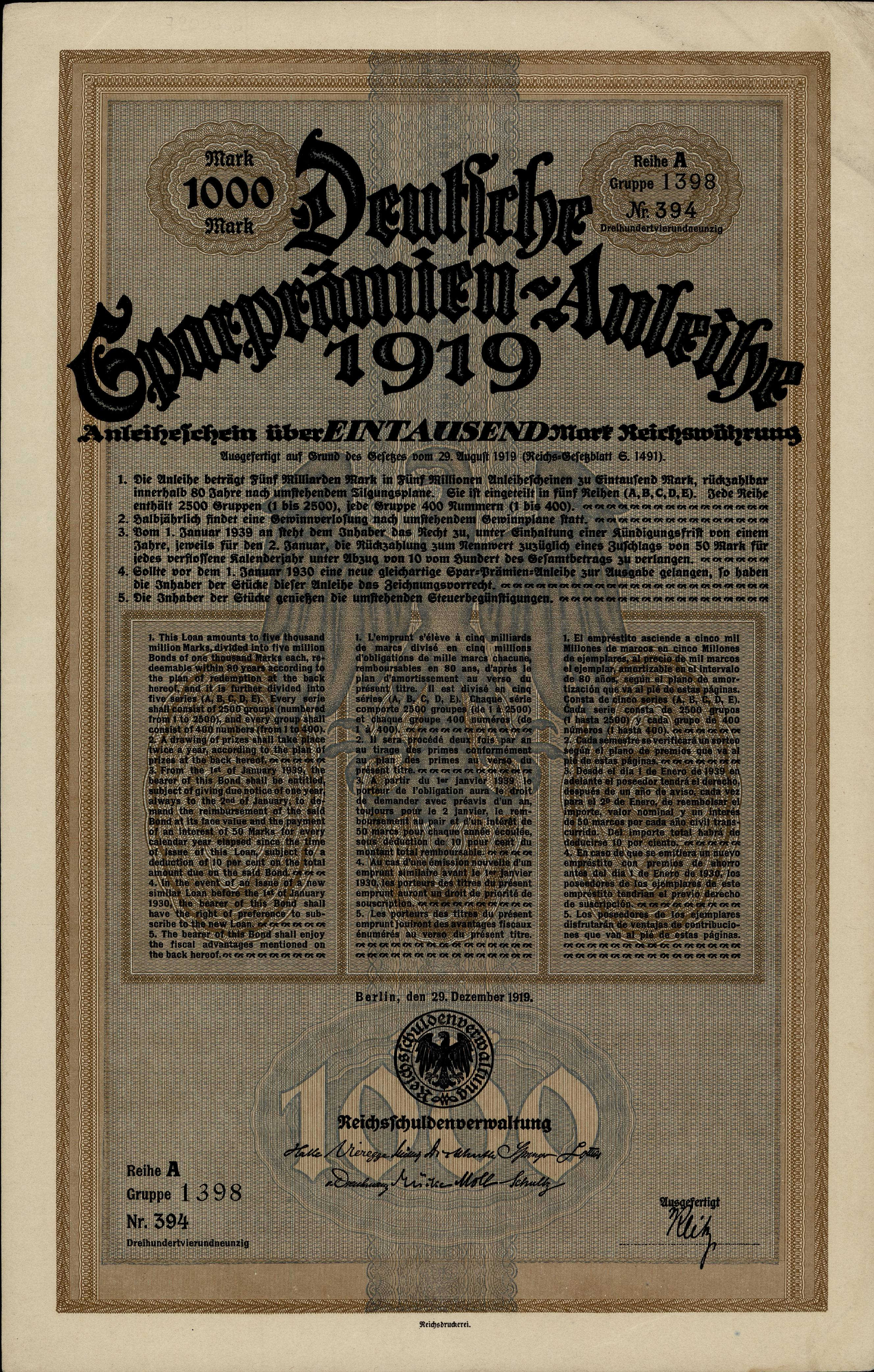
Deutsche Sparprämien-Anleihe über 1000 Mark vom 29. Dezember 1919

Bernstein, Sohn des Physiologen Julius Bernstein, machte Ostern 1896 am Stadtgymnasium Halle das Abitur. Er studierte anschließend bei Georg Cantor in Halle. Als 19-Jährigem gelang ihm dort im Jahr 1897 der Beweis für den von Cantor bereits zehn Jahre zuvor aufgestellten Äquivalenzsatz über die Mächtigkeit von Mengen, der später mit nach ihm benannt wurde (Cantor-Bernstein-Schröder-Theorem). Anschließend studierte er an der Georg-August-Universität Göttingen bei Felix Klein und David Hilbert, bei dem er 1901 promoviert wurde (Untersuchungen aus der Mengenlehre).
Im Jahr 1903 habilitierte sich Felix Bernstein an der Friedrichs-Universität Halle. Seine Antrittsvorlesung befasste sich mit mathematischen Problemen der Kant-Laplace-Theorie zur Entstehung des Planetensystems. Als Privatdozent befasste sich Bernstein vorwiegend mit reiner Mathematik, etwa den Eigenschaften von Kreisen oder Kugeloberflächen. Von 1907 bis 1934 lehrte er in Göttingen, seit 1921 als Professor. In Göttingen gründete er 1918 das Institut für mathematische Statistik und hielt Vorlesungen über Biomathematik und Versicherungsstatistik.
1919 wurde Bernstein zum Reichskommissar für Anleihen ernannt. In dieser Funktion gab er im gleichen Jahr die Deutsche Sparprämien-Anleihe heraus. 1924 klärte er mittels statistischer Analyse den Erbgang der Blutgruppen. Da er Jude war, wurde ihm 1934 in der Zeit des Nationalsozialismus basierend auf dem Gesetz zur Wiederherstellung des Berufsbeamtentums der Lehrstuhl entzogen. Er emigrierte in die USA. Nach dem Zweiten Weltkrieg kehrte Bernstein nach Europa zurück. Mit 78 Jahren erlag er einem Karzinom.
Sein Nachlass wird vom Zentralarchiv deutscher Mathematiker-Nachlässe an der Niedersächsischen Staats- und Universitätsbibliothek Göttingen aufbewahrt.

## Ehrungen
- Cantor-Bernstein-Schröder-Theorem
- Im Jahr 2014 eröffnete die Universität Göttingen das nach ihm benannte Felix-Bernstein-Institut für Mathematische Statistik in den Biowissenschaften (FBMS).[5]

## Veröffentlichungen
- Untersuchungen aus der Mengenlehre. Mathematische Annalen, Springer, Berlin 1905, (Dissertation); Neuauflage Januar 2010, ISBN 1-141-37026-3.
- Deutsche Spar-Prämien-Anleihe 1919 in Frage und Antwort sowie Beispiele volkstümlich dargestellt. Reimer, Berlin 1919
- Die akademischen Berufe / Band 5 – Der Statistiker und der Versicherungsbeamte. 1920
- Variations- und Erblichkeitsstatistik. Gebr. Borntraeger, Berlin 1929